# Nicolas Trigault

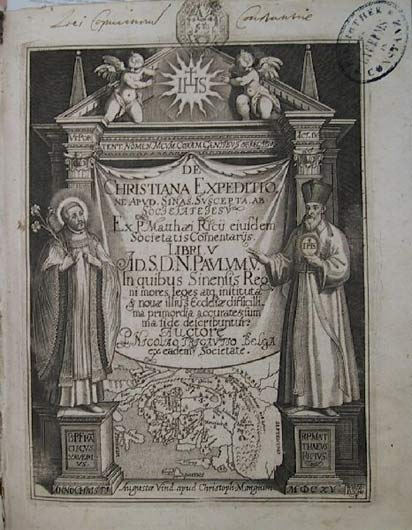
De Christiana expeditione apud Sinas, por Nicolas Trigault e Matteo Ricci, Augsburgo, 1615.

Nicolas Trigault (1577 — 1628) foi um jesuíta valão (hoje parte da Bélgica e da França) e missionário na China. Também era conhecido por seus nomes latinizados Trigautius ou Trigaultius, e pelo seu nome em chinês Jin Nige (chinês tradicional: 金尼閣, chinês simplificado: 金尼阁).

## Vida e obra
Nascido em Douai (então parte dos Países Baixos Espanhóis; hoje, parte da França), tornou-se um jesuíta em 1594. Pe. Trigault deixou a Europa para fazer trabalho missionário na Ásia em torno de 1610, chegando em Nanquim, China, em 1611. Mais tarde, foi levado por Li Zhizao, um católico chinês, à cidade natal deste, Hangzhou, onde trabalhou como um dos primeiros missionários. Permaneceu ali até a sua morte, em 1629.
No final de 1612, Pe. Trigault foi nomeado pelo Superior da Missão na China, Niccolo Longobardi, como Procurador da Missão da China na Europa. Ele partiu de Macau em 9 de fevereiro de 1613 e chegou a Roma no dia 11 de outubro de 1614, pelo caminho da Índia, do golfo Pérsico e do Egito. Suas tarefas envolviam relatar a respeito do progresso da missão ao Papa Paulo V, negociar com êxito a independência da Missão da China à do Japão junto ao Pe. Claudio Acquaviva, Superior Geral da Companhia de Jesus, e viajar pela Europa para arrecadar dinheiro e divulgar o trabalho das missões jesuíticas. Peter Paul Rubens fez um retrato de Trigault, quando, no contexto dessas viagens, esteve em Flandres, em 1617 (à direita).
Ele teria começado a editar e traduzir (do italiano para o latim) o "Diário da China" (De Christiana expeditione apud Sinas), de Matteo Ricci, a bordo do navio, enquanto navegava de Macau para a Índia. No entanto, foi durante a viagem para a Europa que Trigault realizou grande parte do trabalho, publicado em 1615, em Augsburgo e, mais tarde, traduzido para diversas línguas europeias e amplamente lido. A tradução para o francês, que apareceu em 1616, foi feita a partir do latim pelo sobrinho do Pe. Trigault: David-Floris de Riquebourg-Trigault.
Em abril de 1618, Pe. Trigault partiu de Lisboa com mais de vinte jesuítas recém-recrutados, chegando a Macau em abril de 1619.
Em 1626, na sua obra Xiru Ermu Zi (chinês simplificado: 西儒耳目资; chinês tradicional: 西儒耳目資; pinyin: Xīrú ěrmù zī; literalmente: Ajuda para os Olhos e Ouvidos dos Letrados Ocidentais), Trigault produziu um dos primeiros sistemas de romanização do chinês, baseando-se principalmente no trabalho anterior do Pe. Matteo Ricci.. O livro foi escrito na província de Shanxi.
Auxiliado por um chinês convertido ao Catolicismo, ele também produziu a primeira versão chinesa de Fábulas de Esopo (況義 "Analogia"), publicada em 1625.
Nos anos de 1620, Pe. Trigault se envolveu em uma disputa sobre a correta terminologia em chinês para o Deus cristão e defendeu o uso do termo Shangdi, que havia sido proibido em 1625 pelo Superior Geral da Companhia de Jesus, Pe. Muzio Vitelleschi. Um outro colega jesuíta, Pe. André Palmeiro, relata que Pe. Trigaul ficou profundamente deprimido depois de não conseguir defender com sucesso o uso do termo e, em decorrência disso, cometeu suicídio em 1628.

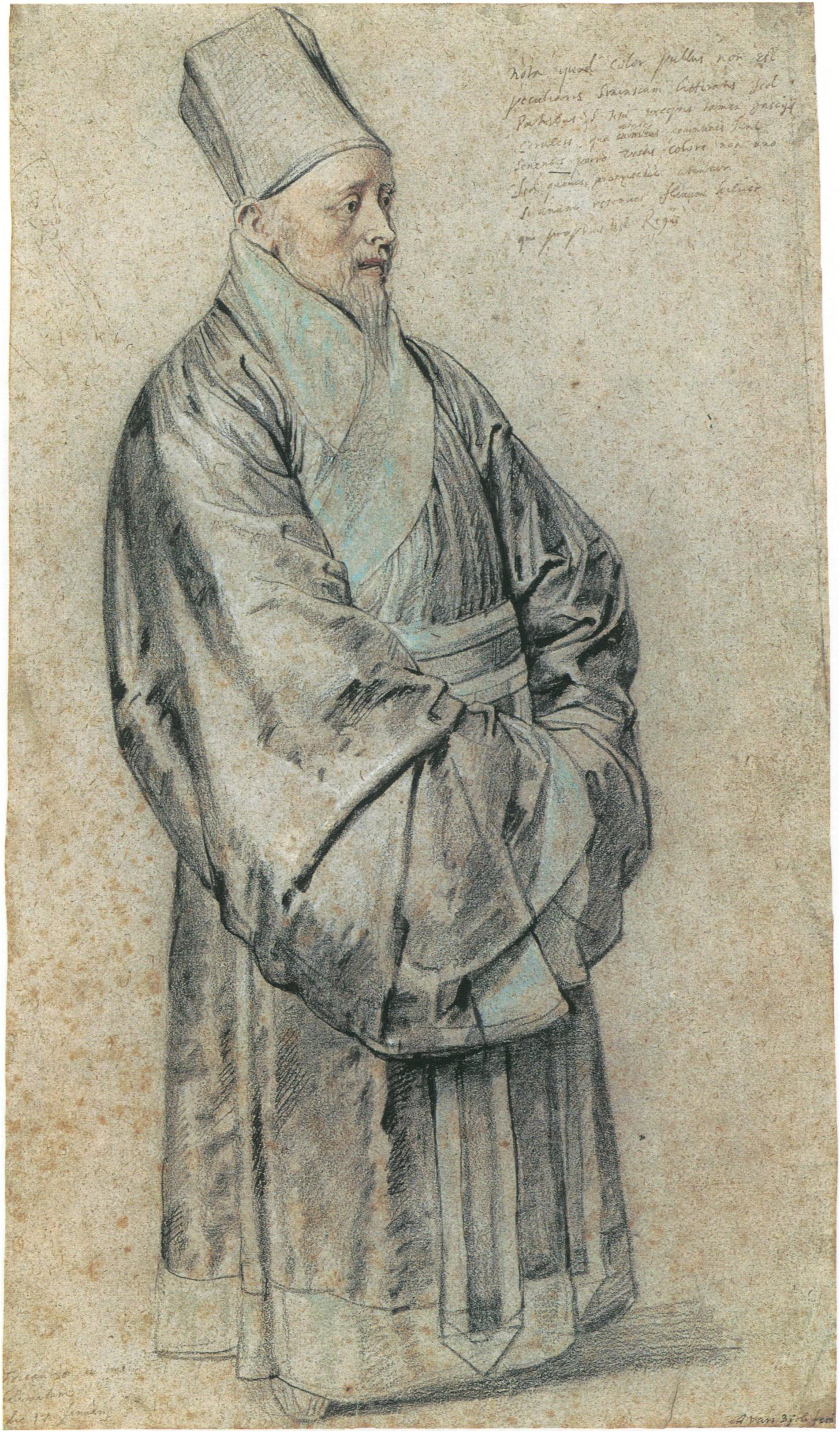
Retrato em versão de alta Definição, cortesia do Museu Metropolitano de Arte, de Nova York.

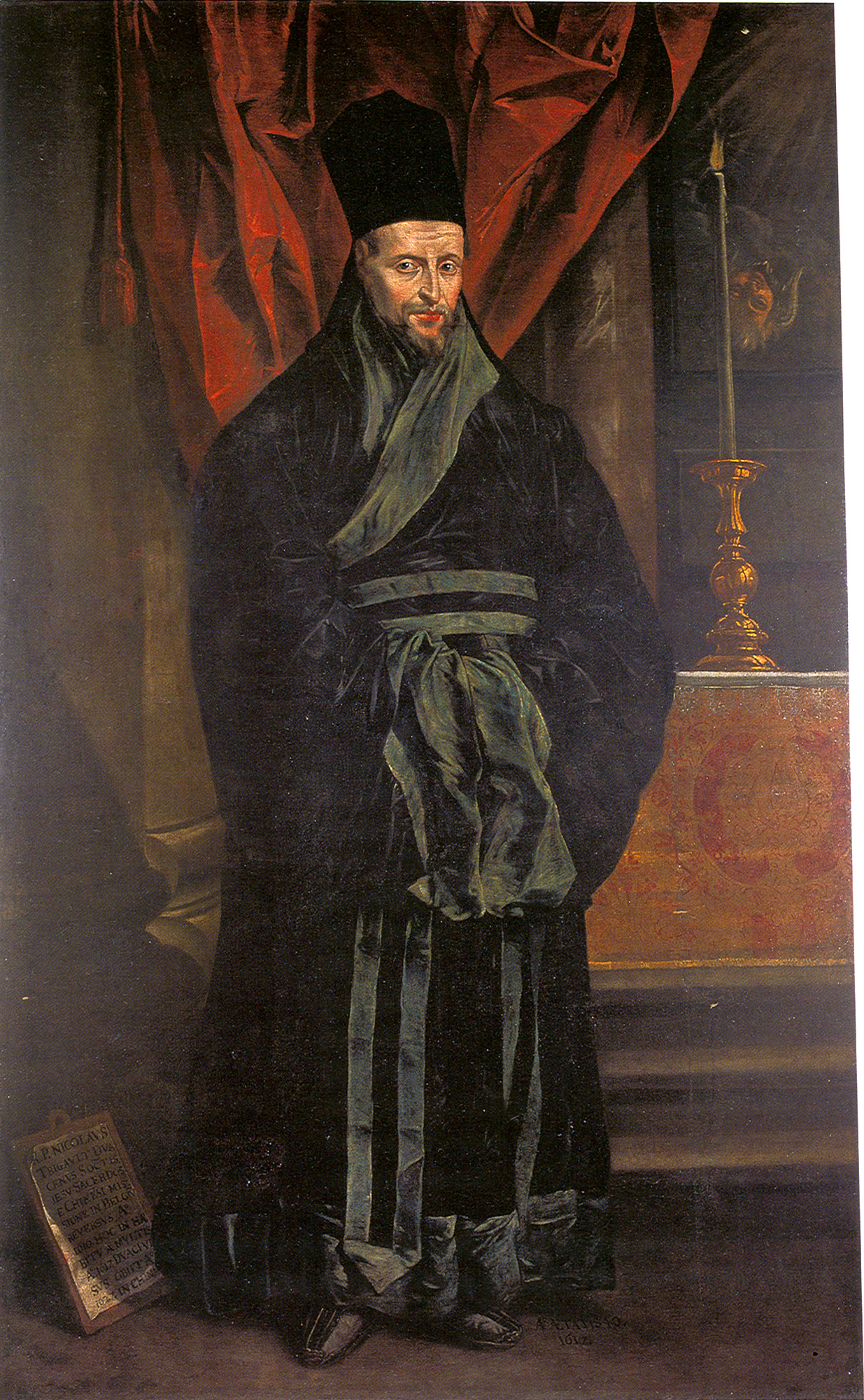
Retrato de Nicolas Trigault pela Oficina de Rubens. Atualmente mantido no Musée de la Chartreuse de Douai, França.

## Publicações
- De Christiana expeditione apud Sinas, Nicolas Trigault and Matteo Ricci
- Xiru Ermu Zi (西儒耳目資 "Auxílio aos olhos e ouvidos dos letrados Ocidentais")